# کانه (ایزد)
کانه در دین هاوایی‌ها بالاترین خدا در میان چهار خدای اصلی این دین است. سه خدای برتر دیگر عبارتند از: کانالوآ، کو و لونو. کانه نزدیک‌ترین به کانالوآ است. کانه خدای زاد ولد است و به عنوان ریشه و جد بزرگ رهبران و فرمانروایان، مورد پرستش قرار می‌گیرد. کانه همان آفریننده است و زندگی می‌بخشد و کارهایش با بامداد، خورشید و آسمان در رابطه است. هیچ قربانی انسانی یا مناسک سختگیرانه برای پرستش این خدا صورت نمی‌گیرد.